# الهجوم الأخير في الحرب الأهلية الإسبانية
وقع الهجوم الأخير للحرب الأهلية الإسبانية بين 26 مارس و 1 أبريل 1939، قرب نهاية الحرب الأهلية الإسبانية. في 5 مارس 1939، ثار الجيش الجمهوري بقيادة العقيد سيجيسموندو كاسادو والسياسي «جوليان بيستيرو» ضد رئيس الوزراء الاشتراكي «خوان نيغرين»، وشكل خونتا عسكرية، وهو مجلس الدفاع الوطني؛ (باللغة الإسبانية: Consejo Nacional de Defensa) وذلك من أجل التفاوض على إتفاق للسلام. هرب «نيغرين» إلى فرنسا، لكن القوات الشيوعية في مدريد ثارت ضد الخونتا العسكرية، ما أشعل حربًا أهلية آخرى داخل الحرب الأهلية القائمة بالفعل. هزمهم «كاسادو»، وبدأ مفاوضات السلام مع القوميين، إلا أن «فرانشيسكو فرانكو» لم يكن مستعدًا سوى لقبول استسلام غير مشروط. وفي 26 مارس، شن القوميون هجومًا عامًا، وسيطروا بحلول 31 مارس على جميع الأراضي الإسبانية. واعُتقل مئات الآلاف من الجمهوريين واحِتُجزوا في معسكرات الاعتقال.

## المعلومات الأساسية أو الخلفية

### سقوط كاتالونيا
بعد سقوط كاتالونيا في فبراير 1939، كانت الحالة العسكرية في الجمهورية الإسبانية بائسة للغاية. وعلى الرغم من أنها كانت ما زالت تملك العاصمة وما يقرب من نحو 30% من الأراضي الإسبانية، فقد فقدت نحو 220,000 جندي، وثاني أكبر مدينة مأهولة بالسكان في البلد، والموارد الصناعية في كاتالونيا. وعلاوة على ذلك، استقال الرئيس «مانويل أثانيا» في 27 فبراير، ثم اعترفت المملكة المتحدة وفرنسا بالحكومة القومية.

### الحالة العسكرية
كان الجيش الجمهوري يمتلك ما بين 250,000 إلى 500,000 مقاتل، ولكنه كان يمتلك فقط نحو 40 طائرة (ثلاثة طائرات ناتاشا، واثنتان من طائرات كاتوسكا، و25 طائرة تشاتو وموسكا)، والقليل من المدفعية والقليل من الأسلحة الآلية. كان العديد من الجنود غير مسلحين (في ديسمبر 1938، كان الجيش الجمهوري يملك نحو 225,000 بندقية فقط)، وكان يفتقر إلى الأحذية والمعاطف. في مدريد، كان الطعام يكفي لمدة شهرين فقط، ولم يكن هناك ماء، ولا تدفئة، ولا أدوية، ولا ضمادات جراحية. وعلى الجانب الآخر، كان الجيش القومي يضم أكثر من مليون مقاتل في نهاية سنة 1938. من بينهم 35,000 مغربي، 32,000 إيطالي، و 5,000 ألماني، بالإضافة إلى 600 طائرة.

### معارضة استمرار المقاومة
في 16 فبراير، أبلغت القيادة العليا للجيش الجمهوري رئيس الوزراء «خوان نيغرين» بأن مواصلة المقاومة العسكرية أمر مستحيل. إذ رأى معظم أعضاء كل من الجيش الجمهوري، والحزب الاشتراكي العمالي، واتحاد العمال العام، والاتحاد الوطني للعمل؛ أنه من الضروري بدء مفاوضات السلام. ومع ذلك، أراد «نيغرين»، مدعومًا من الحزب الشيوعي، مواصلة القتال؛ وذلك لأن «فرانشيسكو فرانكو» رفض إعطاء أي ضمان ضد القيام بأي أعمال انتقامية، إلى جانب اعتقاد «نيغرين» بقرب حدوث حربًا قارية ضد الفاشية. وعلاوة على ذلك، أراد «نيغرين» تنظيم إجلاء الأشخاص الأكثر عرضة للخطر.

## الهجوم الآخير
في 26 مارس، تقدمت قوات «ياجوي» في «سييرا مورينا». لم تكن هناك مقاومة تذكر، وفي يومٍ واحدٍ استولوا على نحو 200,000 كيلومتر مربع من الأراضي، وأسروا نحو 30,000 سجين. أمرت الخونتا العسكرية جنودها بعدم مقاومة تقدم القوميين، وألقى الجنود الجمهوريون أسلحتهم وتركوا الجبهة. وبحلول 27 مارس، كان القوميون يتقدمون على جميع الجبهات دون مقاومة تذكر. تقدم جنود «سولشاغا» التابعين لمنطقة نبرة، وفيلق «غمبارا» للقوات المتطوعة، وجيش «غارسيا فالينو» التابع لمنطقة المايسترازو؛ من مدينة طليطلة. وفي 28 مارس، استسلم العقيد «برادا»، قائد جيش المركز، للقوات القومية التي احتلت مدريد. وفرّ «كاسادو» وبقية أعضاء الخونتا العسكرية، باستثناء «بيستيرو»، إلى فالنسيا.
في 29 مارس، احتل القوميون جيان وثيوداد ريال وقونكة والباسيتي وساغونتو. تجمع نحو 50,000 لاجئ من الجمهورين في موانئ فالنسيا ولقنت وكارتاخينا وغانديا، ولكن كانت عملية الإجلاء مستحيلة في ظل عدم وجود الأسطول الجمهوري، ولأن الحكومتين الفرنسية والبريطانية رفضتا تنظيم عملية الإجلاء. أقلية فقط هم من تمكنوا من العبور، وذلك بسبب امتلاكهم للأموال اللازمة، وأجْلتهم السفن البريطانية (وكان يُقدر عددهم بنحو 650 إلى أكثر من 3,500)، وكان من بينهم «كاسادو». في 30 مارس، احتل القوميون فالنسيا، واقتحمت قوات «غمبارا» مدينة لَقَنْت، وحاصروا 15,000 لاجئ جمهوري. كان الجنرال الإيطالي «غمبارا» مستعدًا للسماح بإجلاء اللاجئين السياسيين، ولكن في 31 مارس، وصلت القوات القومية، واستولت على السلطة من «غمبارا». ونتيجة لذلك، انتحر العديد من اللاجئين حتى لا يقعوا في قبضة القوميين. في 31 مارس، احتل القوميون ألميريا ومَرسِيَا وكارتاخينا، وسيطروا على جميع الأراضي الإسبانية باستثناء منطقة من ميناء لَقَنْت، حيث تجمع آلاف الجمهوريين الذين كانوا يتوقعون الإجلاء. وشرعوا في تسليم أنفسهم في 31 مارس، ولكن أُجلت العملية إلى الليل. استسلم آخر 2000 شخص في صباح اليوم التالي، وانتحر ما يقرب من 25 شخصًا. وبحلول 1 أبريل 1939، كانت الحرب قد انتهت بالفعل.

## تداعيات الأمر
في الأول من شهر إبريل عام 1939، وهو اليوم الذي انتهت فيه الحرب، كان الاتحاد السوفيتي هو الدولة العظمى الوحيدة التي لم تعترف بعد بحكومة «فرانشيسكو فرانكو». وفي 31 مارس، وقّع النظام الجديد على ميثاق عدم الاعتداء مع البرتغال وعلى معاهدة الصداقة مع ألمانيا النازية. وفي 6 أبريل أعلن «فرانكو» التزام إسبانيا بحلف مناهضة الكومنترن. في 20 أبريل، حُلت لجنة عدم التدخل، وبحلول يونيو، كانت القوات الإيطالية والألمانية قد غادرت إسبانيا. وبقي الحكم الدكتاتوري الفرانكوفي في السلطة حتى موت «فرانكو» في 20 نوفمبر 1975.
بقي «كاسادو» في المنفى في فنزويلا إلى أن عاد إلى إسبانيا في عام 1961. فرّ «سيبريانو ميرا» إلى وهران وإلى الدار البيضاء، لكنه سُلِّم إلى إسبانيا في فبراير 1942. وفي عام 1943، حُكم عليه بالإعدام، ثم بُدل الحكم إلى قضاء مدة 30 عامًا في السجن؛ أُطلق سراحه سنة 1946 وهرب إلى فرنسا، حيث مات سنة 1975. اعتقل القوميون «ماتالانا» وسجنوه، ومن ثم مات في مدريد سنة 1956. اعُتقل «بيستيرو»، الذي كان ما زال في موقعه في الطابق السفلي لمبنى الإيرادات في شارع ألكالا في مدريد، من قبل القوميين عندما دخلوا المدينة، وواجه محاكمة عسكرية. فحُكم عليه بالسجن لمدة 30 عامًا، وتُوفي هناك متأثرًا بعدوى نجمت عن إصابة في يده سنة 1940.
ألقى القوميون القبض على مئات الآلاف من الجنود والمدنيين الجمهوريين، وفي الهجوم الآخير أسروا نحو 150,000 جندي، وساقوهم إلى معسكرات اعتقال مرتجلة. وفي عام 1939 كان هناك ما يتراوح بين 367,000 و 500,000 سجينًا. وفي السنوات الأولى بعد الحرب، أُعدم قرابة 50,000 سجينًا جمهوريًا.

## في الأدب
تعتمد الروايتان «كامبو ديل مورو»، و«كامبو لوس ألمندرو» للروائي «ماكس أوب»، بشكل أساسي على أحداث انقلاب «كاسادو» والأيام الأخيرة للحرب.